# Responsa prudentium
Responsa prudentium var en rättskälla i romersk rätt, motsvarande doktrin i modern svensk rätt.
Den viktigaste av de rättskällor, som räknades till jus civile, utgörs av responsa prudentium. Redan ett par århundraden före romerska republikens slut hade ett särskilt stånd börjat utbilda sig av juris consulti ("rättslärda män"), vilka ägnade sig åt bearbetningen och tolkningen av den för den stora allmänheten mer eller mindre otillgängliga rätten och därigenom förvärvade stort anseende. Dessa tillkännagav, att de meddelade råd i rättsfrågor. Och snart blev det vanligt, att de även inför rätta förfäktade de åsikter de framställt, liksom att deras råd började inhämtas inte bara av parter, utan även av ämbetsmän och domare, då nämligen rättskunskap inte var nödvändig för att kunna bekläda ett ämbete eller för att kunna utöva funktionen av domare (judex). 
Redan vid slutet av republikens tid var den av de rättslärda allmänt antagna åsikten faktiskt bestämmande för utgången av ett mål. Men något formellt erkännande hade "responsa prudentium" ännu inte under republikens tid. Redan under Augustus blev dock rättslärda auktoriserade att på frågor i juridiska spörsmål meddela responsa (svar), vilka var bindande för domaren i den rättegång, i vilken de förebragts, om de inte motsades av något annat utlåtande. Emellertid hade de rättslärda mer och mer börjat att i skrift nedlägga sina åsikter i allmänhet. I avseende på dessa skrifter omtalar Gajus ett reskript av Hadrianus, genom vilket skulle ha föreskrivits att, där i alla juristernas skrifter enhälligt uttalades samma åsikt om vad i en fråga är rätt, denna åsikt skulle vara bindande för domaren, men att, där åsikterna är delade, han skulle ha att följa den, som syntes honom vara den rätta. 
Slutligen är i avseende på den gällande kraften av de rättslärdes skrifter ännu en åtgärd att märka, nämligen den av Valentinianus III 426 e.Kr. utfärdade så kallad "Citeringslagen", vilken föreskrev, att vid stridiga åsikter i de rättslärdas skrifter domarna skulle hålla sig till de åsikter, som uttalats av de fem, enligt den på sagda efterklassiska tid rådande uppfattningen mest framstående juristerna: Papinianus, Paulus, Ulpianus, Modestinus och Gajus, samt dem, vilka av dessa blivit åberopade; att vid stridiga åsikter mellan dessa åter majoriteten skulle vara bestämmande; samt slutligen att, om åsikterna var lika delade, Papinianus åsikt skulle vara den avgörande.
Detta särskilda juriststånd erhöll sedan den första kejsartiden allt större tillväxt och betydelse, vilken nådde sin höjdpunkt före mitten av 200-talet e.Kr. - den klassiska rättsvetenskapens period. Men sedan slutet av 200-talet började det mer och mer förfalla. Tvistiga rättsfrågor avgjordes dåmera genom reskript av kejsaren, istället för av rättsvetenskapen.